# Yours Sincerely
Yours Sincerely è il primo album in studio della cantante Anna Bergendahl, pubblicato nel 2010.
Con il singolo This Is My Life la cantante svedese ha partecipato all'Eurovision Song Contest 2010.

## Tracce
1. Rolling Dice – 3:00
2. This Is My Life – 3:01
3. Barcelona Blues – 2:53
4. The Army – 3:28
5. Yeah Yeah Yeah – 3:51
6. My Love – 3:57
7. Beautiful – 4:14
8. Bye Bye Darling – 3:28
9. Got My Heart in Your Pocket – 3:15
10. Have a Heart – 4:14
11. You Make Me Happy (feat. Brandur Enni) – 3:55
12. Melodramatic Mess – 4:10